# Ordu (prowincja)
Prowincja Ordu (tur. Ordu ili) – jednostka administracyjna w północnej Turcji, położona nad Morzem Czarnym, na terenie starożytnego Pontu. W średniowieczu obszar ten należał do Cesarstwa Trapezuntu.

## Dystrykty

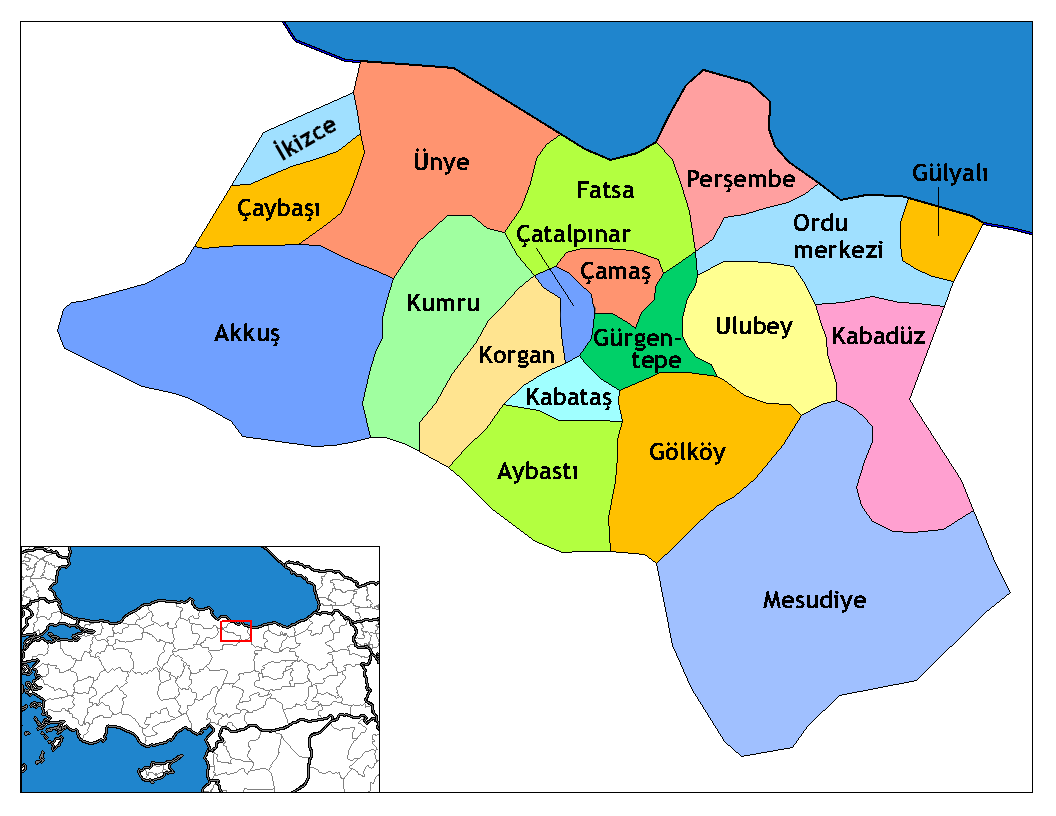
Dystrykty w prowincji Ordu

Prowincja Ordu dzieli się na dziewiętnaście dystryktów:
| - Akkuş - Aybastı - Çamaş - Çatalpınar - Çaybaşı - Fatsa - Gölköy - Gülyalı - Gürgentepe - İkizce | - Kabadüz - Kabataş - Korgan - Kumru - Mesudiye - Ordu - Perşembe - Ulubey - Ünye |